# Landivisiau
Landivisiau é uma comuna francesa na região administrativa da Bretanha, no departamento Finisterra. Estende-se por uma área de 18,97 km². Em 2010 a comuna tinha 9 462 habitantes (densidade: 498,8 hab./km²).